# 苏联933工厂
第933工厂（仪器制造厂）(俄语：ФГУП «Приборостроительный завод имени К.А. Володина»，ФГУП «ПСЗ»），位于俄罗斯联邦车里雅宾斯克州特廖赫戈尔内。是苏联一家核武器工厂。隶属于苏联中型机械工业部。 

## 历史
1952年1月24日苏联部长会议第342-135法令，决定在兹拉托乌斯特-20（后称兹拉托乌斯特-36）建立第933工厂（仪器制造厂）以批量生产原子弹。首任厂长康斯坦丁·阿尔塞涅维奇·沃洛丁是从全苏第一家量产原子弹的第551工厂（即第11设计局第3试验工厂）调来的。
1955年8月1日仪器制造厂生产出第一批产品：两颗RDS-4战术航空原子弹。此后，该工厂生产了各种类型的核弹头，以及装备各型号的运载工具。
1970年仪器制造厂被授予列宁勋章。
1985年后，仪器制造厂开始“军转民”，设计和生产用于核工业核和辐射危险设施的仪器和辐射监测系统。

## 历任厂长
- 1952—1963 — 康斯坦丁·阿尔塞涅维奇·沃洛丁（俄语：Володин, Константин Арсеньевич）
- 1963—1964 — 列昂尼德·安德烈耶维奇·佩图霍夫（俄语：Петухов, Леонид Андреевич）
- 1964—1987 — 亚历山大·格奥尔基耶维奇·波塔波夫（俄语：Потапов, Александр Георгиевич）
- 1987—2003 — 亚历山大·瓦西里耶维奇·多里宁（俄语：Долинин, Александр Васильевич）
- 2003—2008 — 亚历山大·德米特里耶维奇·波波夫（俄语：Попов, Александр Дмитриевич (машиностроитель)）
- 2008—2009 — 安德烈·阿纳托利耶维奇·叶戈罗夫（俄语：Егоров, Андрей Анатольевич）
- 2009—2014 — 米哈伊尔·伊万诺维奇·波赫列巴耶夫（俄语：Похлебаев, Михаил Иванович）
- 2015—2020 — 根纳季·弗拉基米罗维奇·科马罗夫（俄语：Комаров, Геннадий Владимирович）
- 2020 — 弗拉季斯拉夫·弗拉基米罗维奇·别洛布罗夫（俄语：Белобров Владислав Владимирович）